# Cabo Corrientes (udde)
Cabo Corrientes är en udde i Colombia.   Den ligger i departementet Chocó, i den västra delen av landet, 400 km väster om huvudstaden Bogotá.
Terrängen inåt land är huvudsakligen kuperad, men norrut är den platt. Havet är nära Cabo Corrientes åt sydväst.  Det finns inga samhällen i närheten. 